# Moritz Daniel Oppenheim
Moritz Daniel Oppenheim (Hanau, 7 de enero de 1800-Fráncfort del Meno, 26 de febrero de 1882) fue un artista plástico judeo-alemán, particularmente activo en la ciudad de Fráncfort. Su obra pictórica coincide con el desarrollo de la Haskalá y la subsecuente emancipación de los judíos europeos durante el siglo XIX. Oppenheim es considerado el primer pintor judío en la historia del arte moderno, así como también tanto en la historia del arte judío como en el arte asquenazí. Su obra es conocida y apreciada por sus raíces culturales y religiosas, que son consonantes con el acervo hebraico de la Europa central. Lejos de aculturarse o convertirse al cristianismo, Oppenheim permaneció siempre fiel a las tradiciones y creencias de su pueblo.  

## Biografía
Oppenheim nació en una familia de judíos ortodoxos en Hanau. Su sobrina, Rosa Benari era la esposa del estudiante y también pintor Benjamin Prins.
Recibió sus primeras lecciones de pintura de Conrad Westermayr, en Hanau, y entró en la Academia de Artes de Múnich a la edad de diecisiete años. Más tarde visitó París, donde Jean-Baptiste Regnault se convirtió en su maestro, y luego fue a Roma, donde estudió con Bertel Thorvaldsen, Barthold Georg Niebuhr, y Friedrich Overbeck. Allí estudió la vida del gueto judío e hizo bocetos de las distintas fases de su vida doméstica y religiosa, en la preparación de varios grandes lienzos que pintó a su regreso a Alemania. En 1825 se instaló en Frankfurt, y poco después expuso su pintura David tocando ante Saúl. Un gran número de admiradores de todas partes de Europa visitaba su estudio y adquiría sus obras. En 1832, a instancias de Goethe, Carlos Federico, el gran duque de Sajonia-Weimar-Eisenach le concedió el título honorífico de profesor.

## Obra pictórica
Las obras de Oppenheim dedicadas a la vida judía representada a través de hogareñas idílicas escenas de corte costumbrista establecieron su reputación como uno de los artistas judíos más destacados y respetados del siglo XIX.
Oppenheim realizó además retratos del emperador José II, Moisés Mendelssohn, Heinrich Heine y Ludwig Börne, así como también de otros tantos judíos contemporáneos notables. 

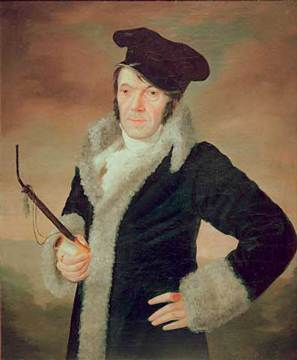
Conrad Westermayr, 1817.
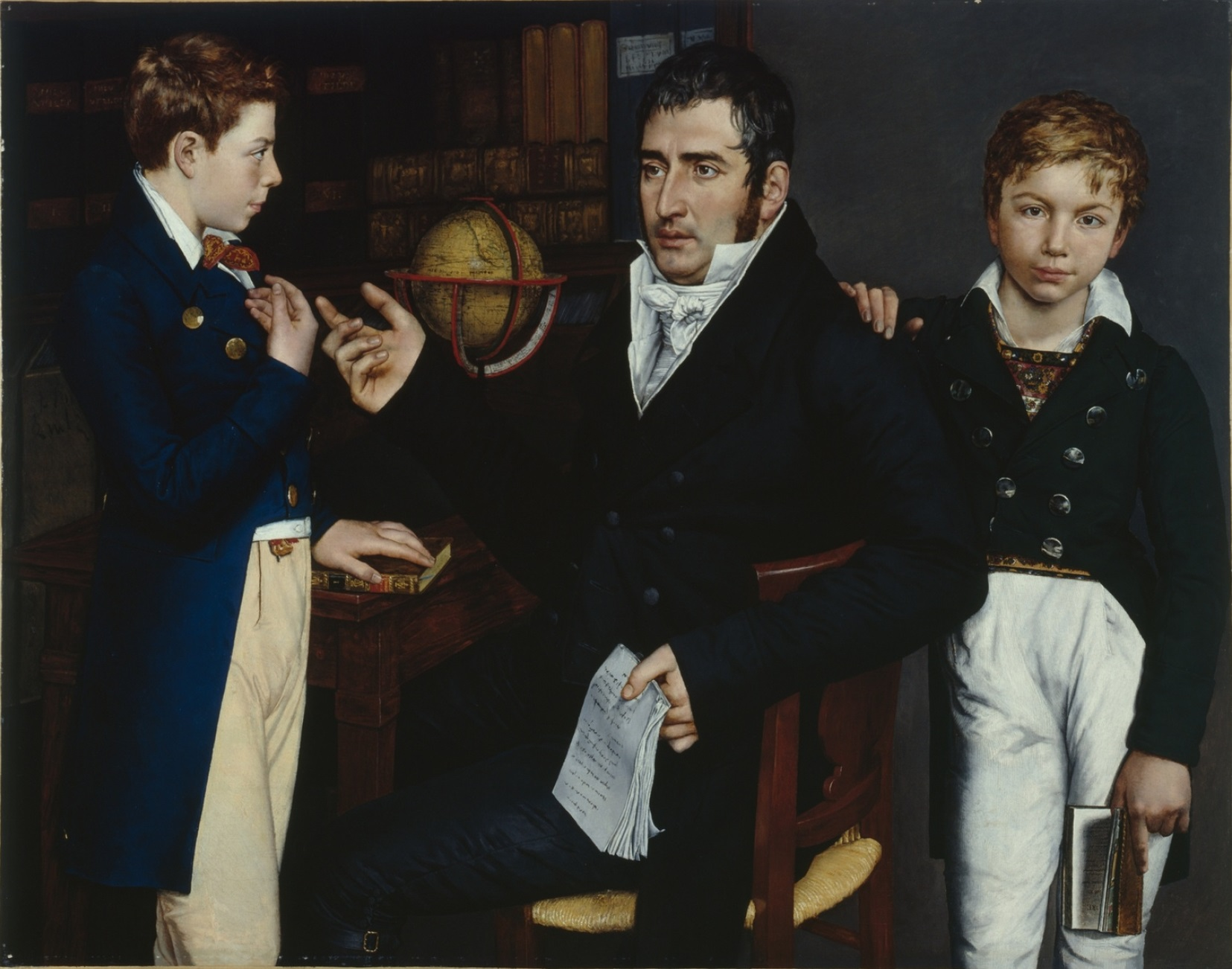
Simon Moritz von Bethmann con sus sobrinos, 1826.
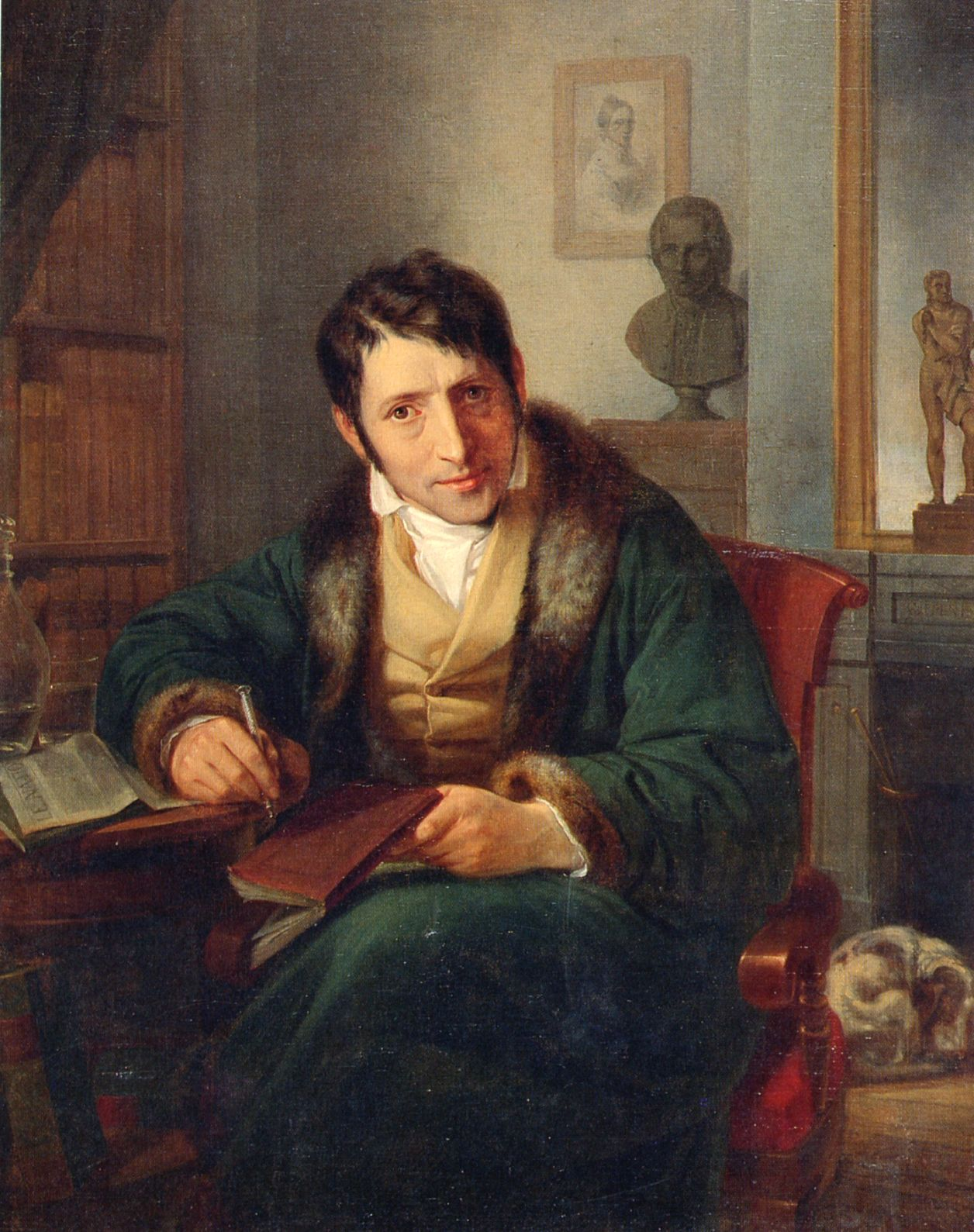
Ludwig Börne, 1827.
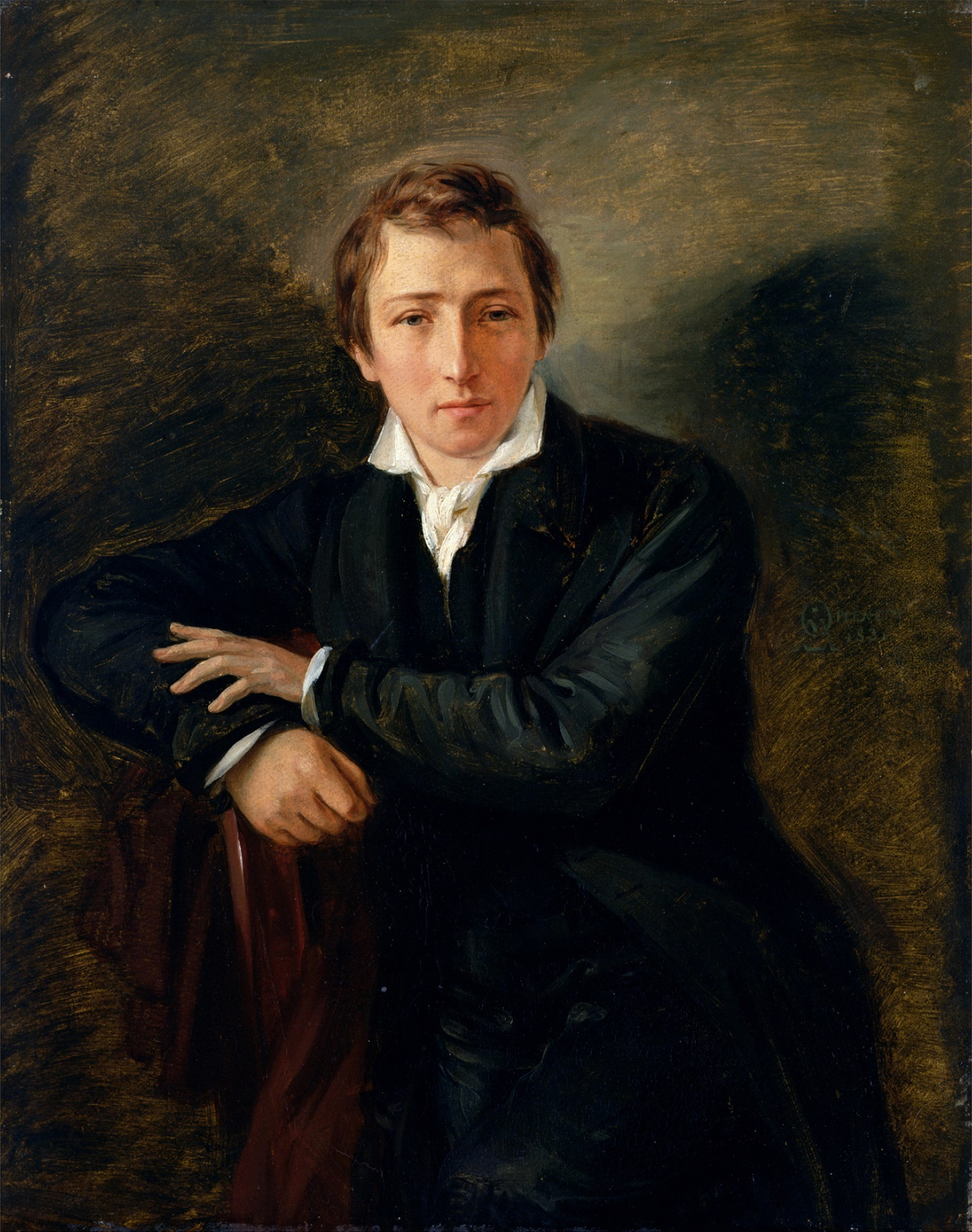
El poeta Heinrich Heine, 1831.
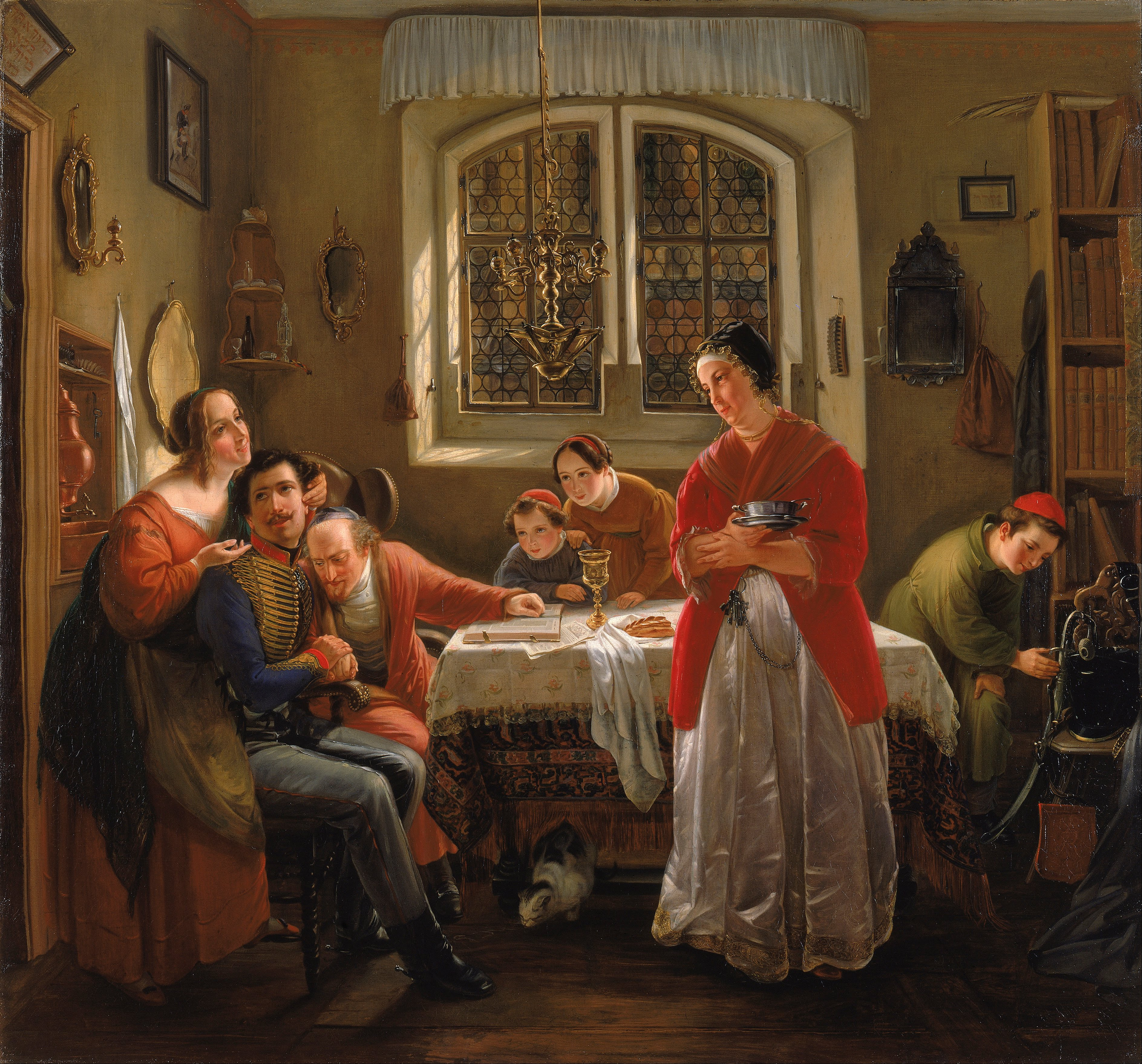
El regreso del voluntario judío de las Guerras de Liberación a su familia que aún vive según la tradición ancestral, 1833-34.
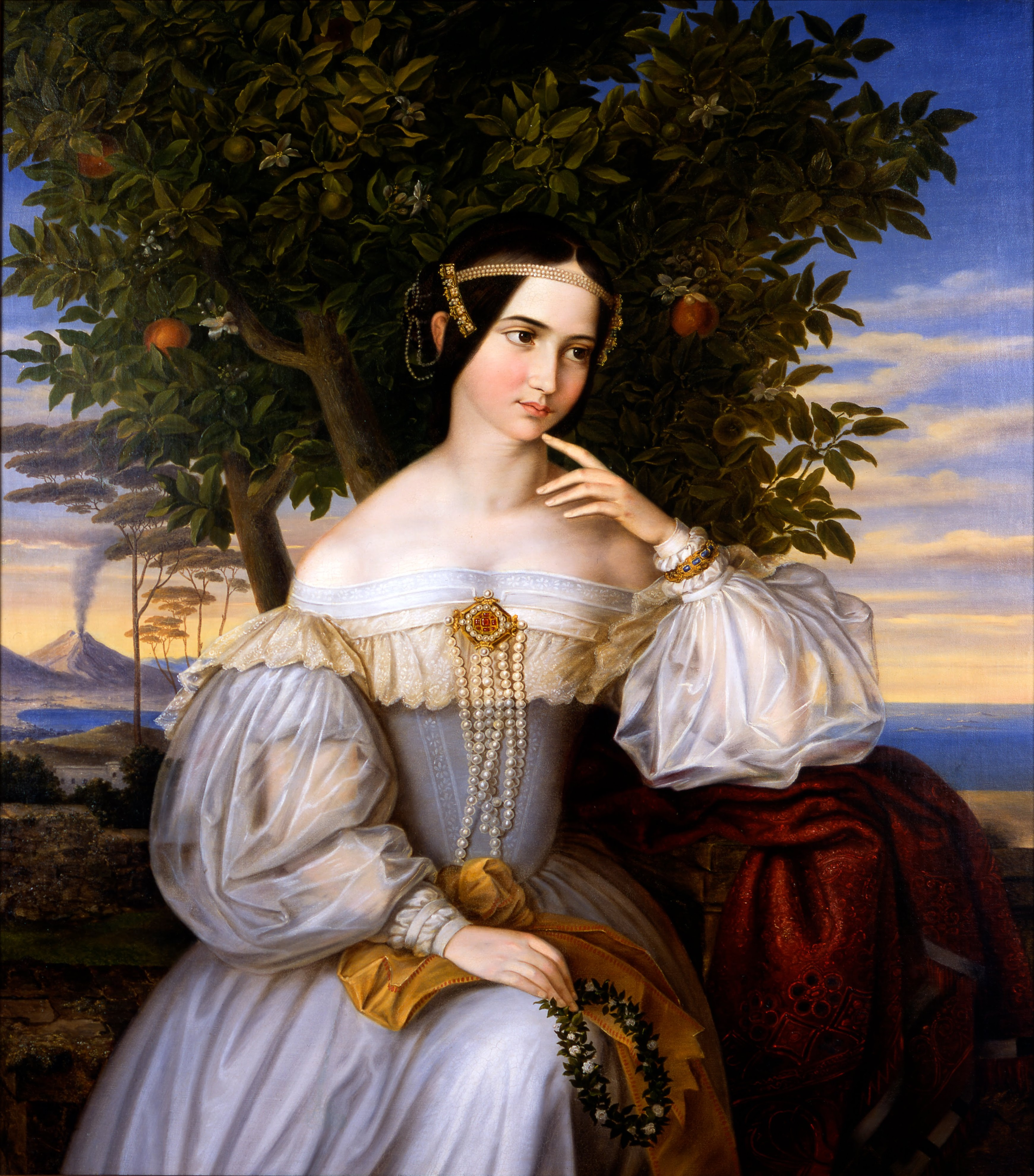
Retrato nupcial de Charlotte de Rothschild, 1836.
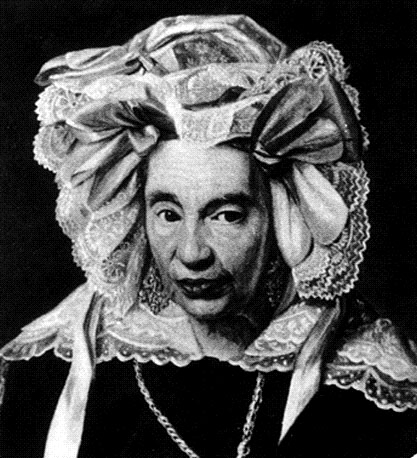
Gutle Rothschild, 1836.
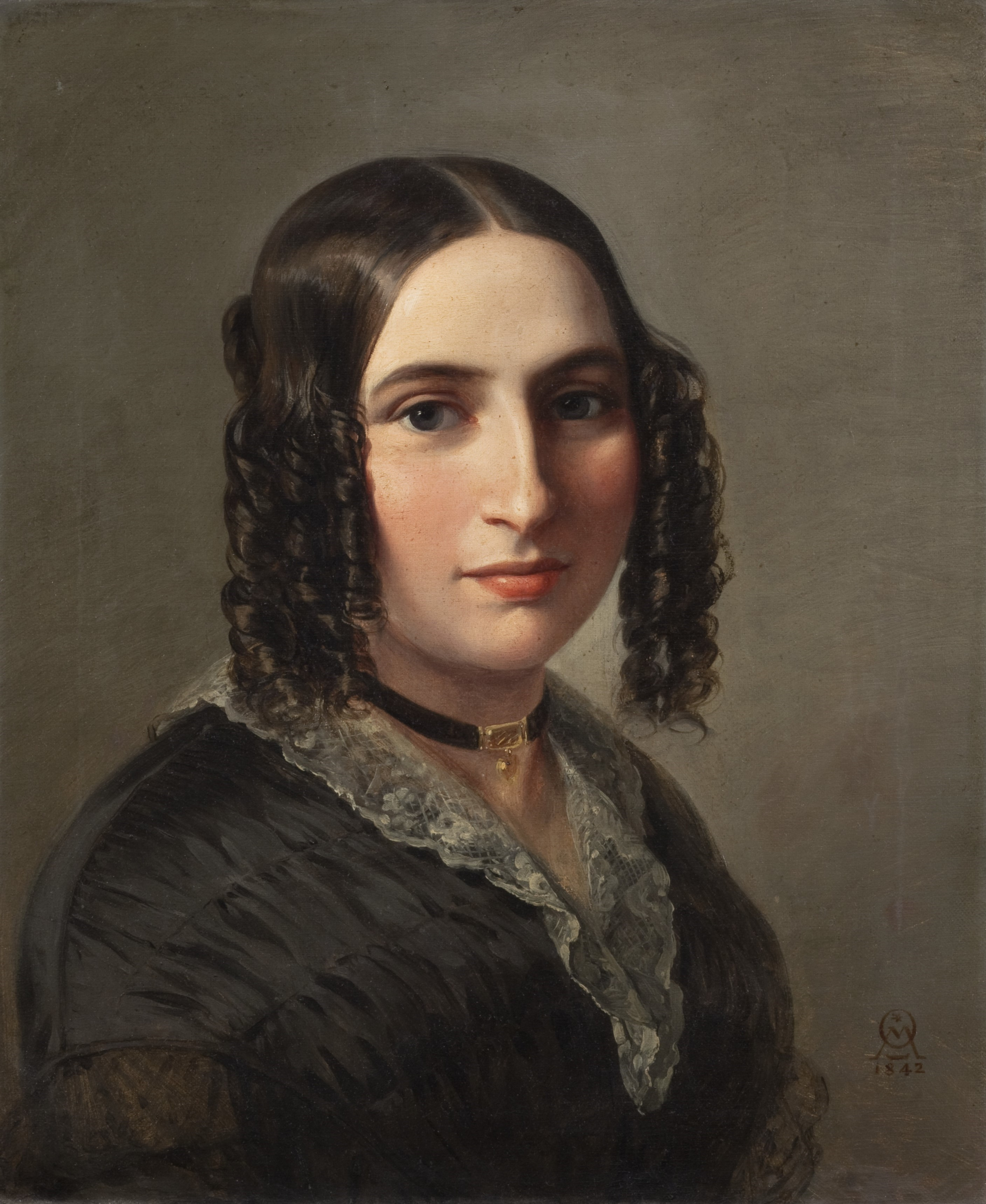
Fanny Hensel, 1842.
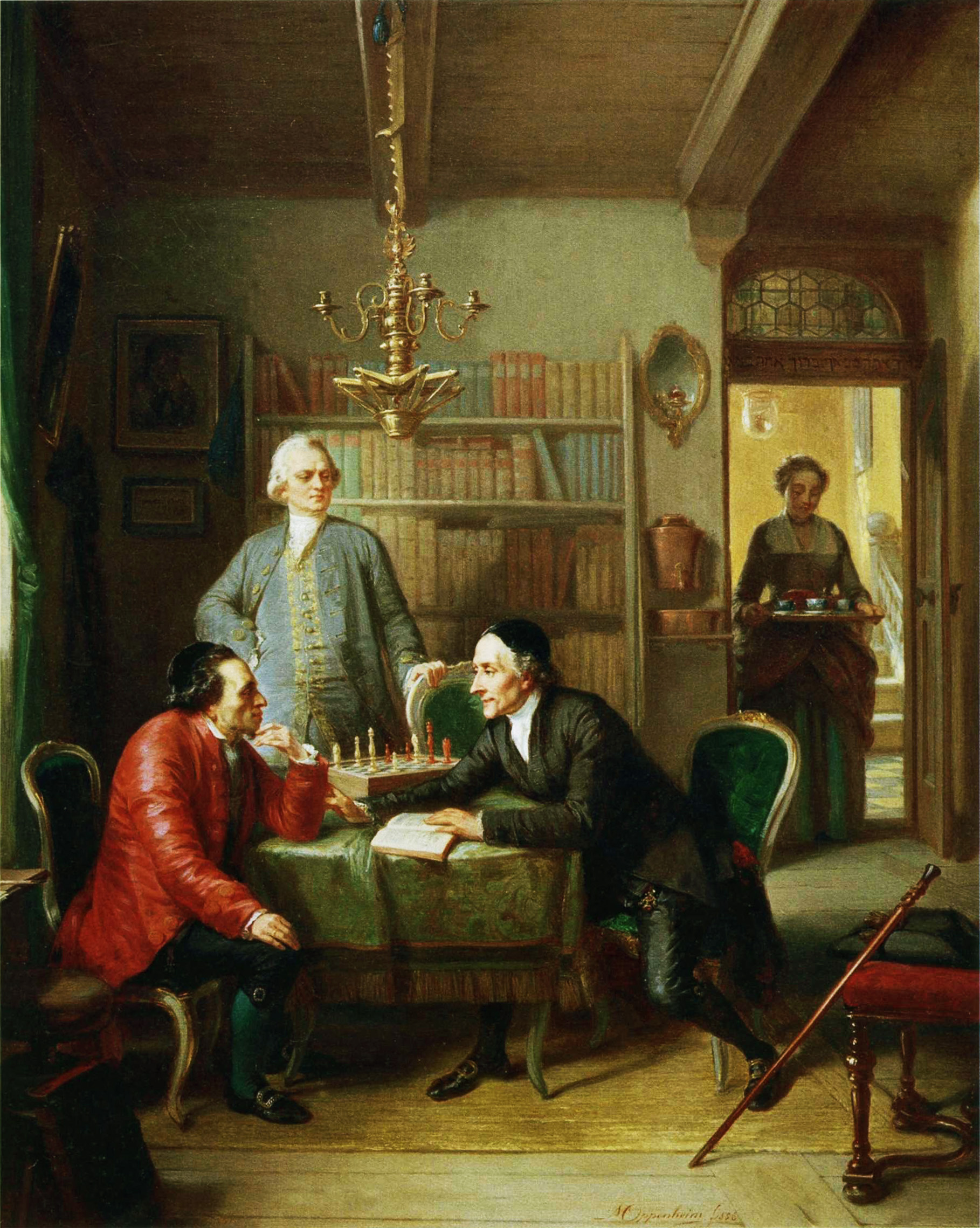
Lessing y Lavater invitados en casa de Moses Mendelssohn [en Berlín en 1763], 1856.
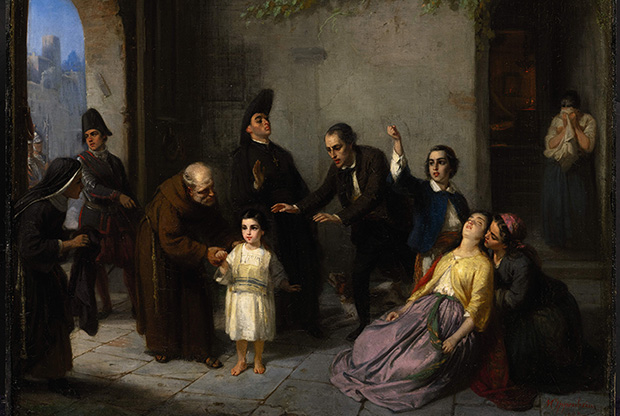
El secuestro de Edgardo Mortara Leví, 1862.
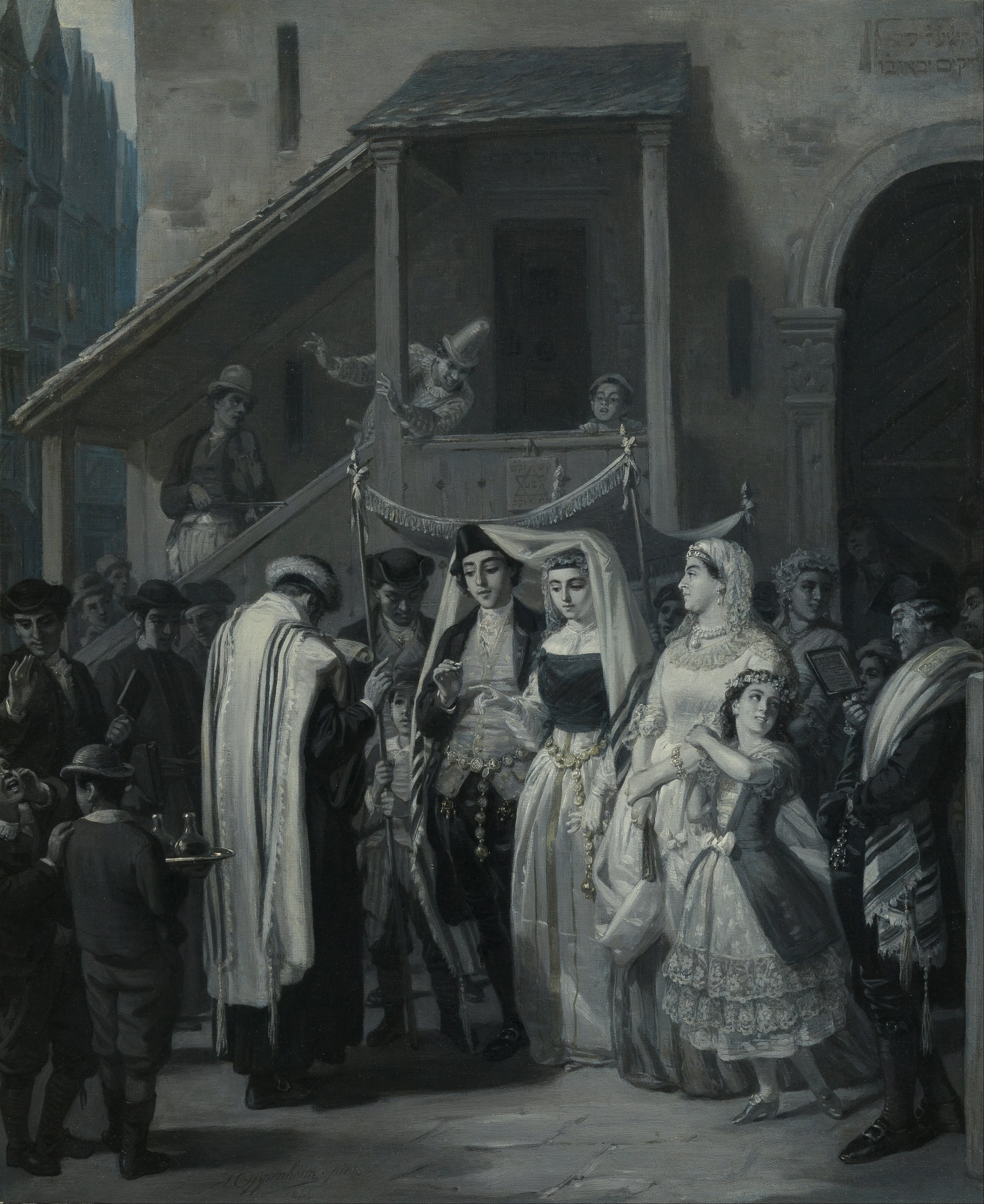
La boda, 1861-66.
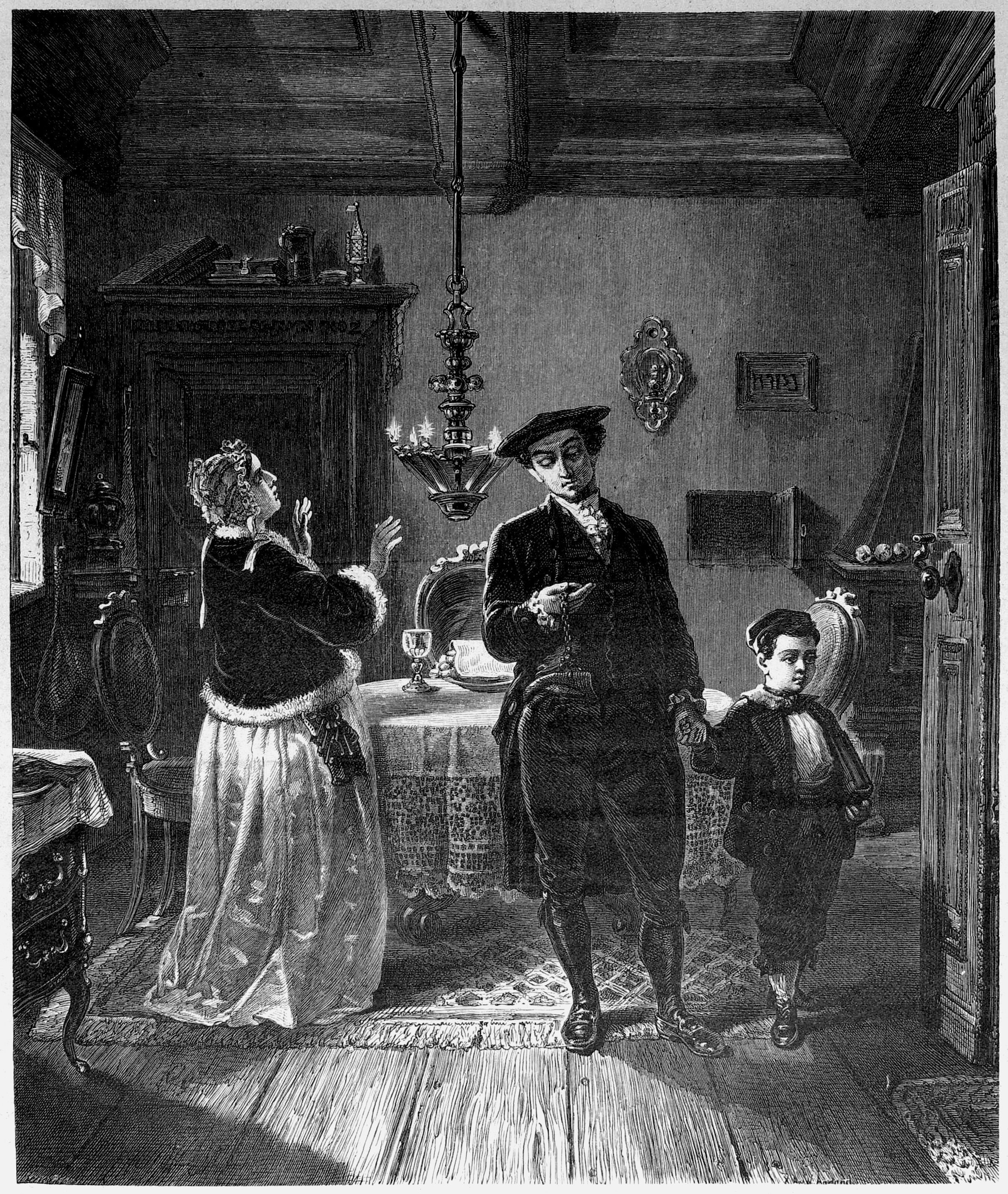
Luminarias de shabat, 1867.
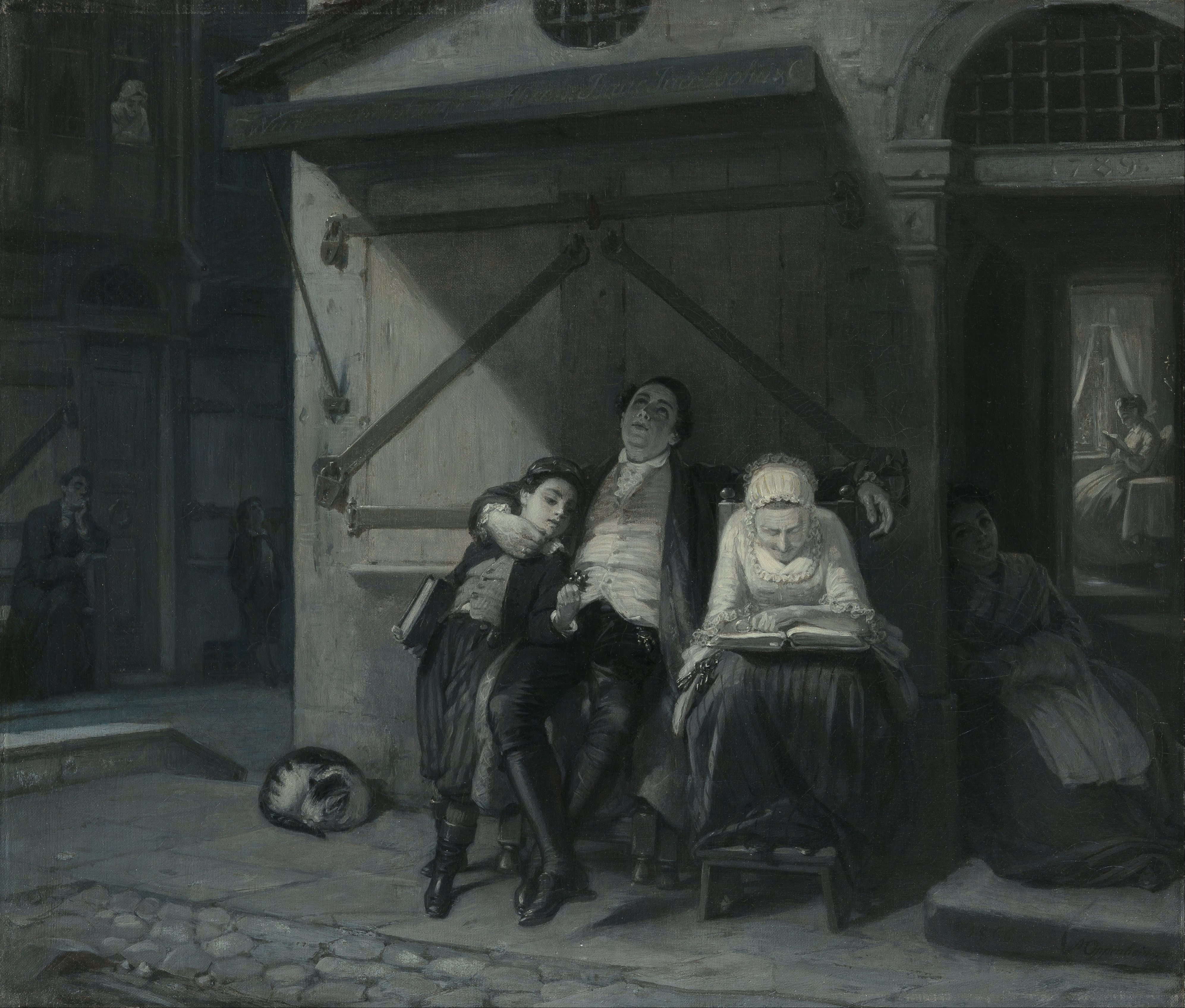
Descanso sabático, 1867.
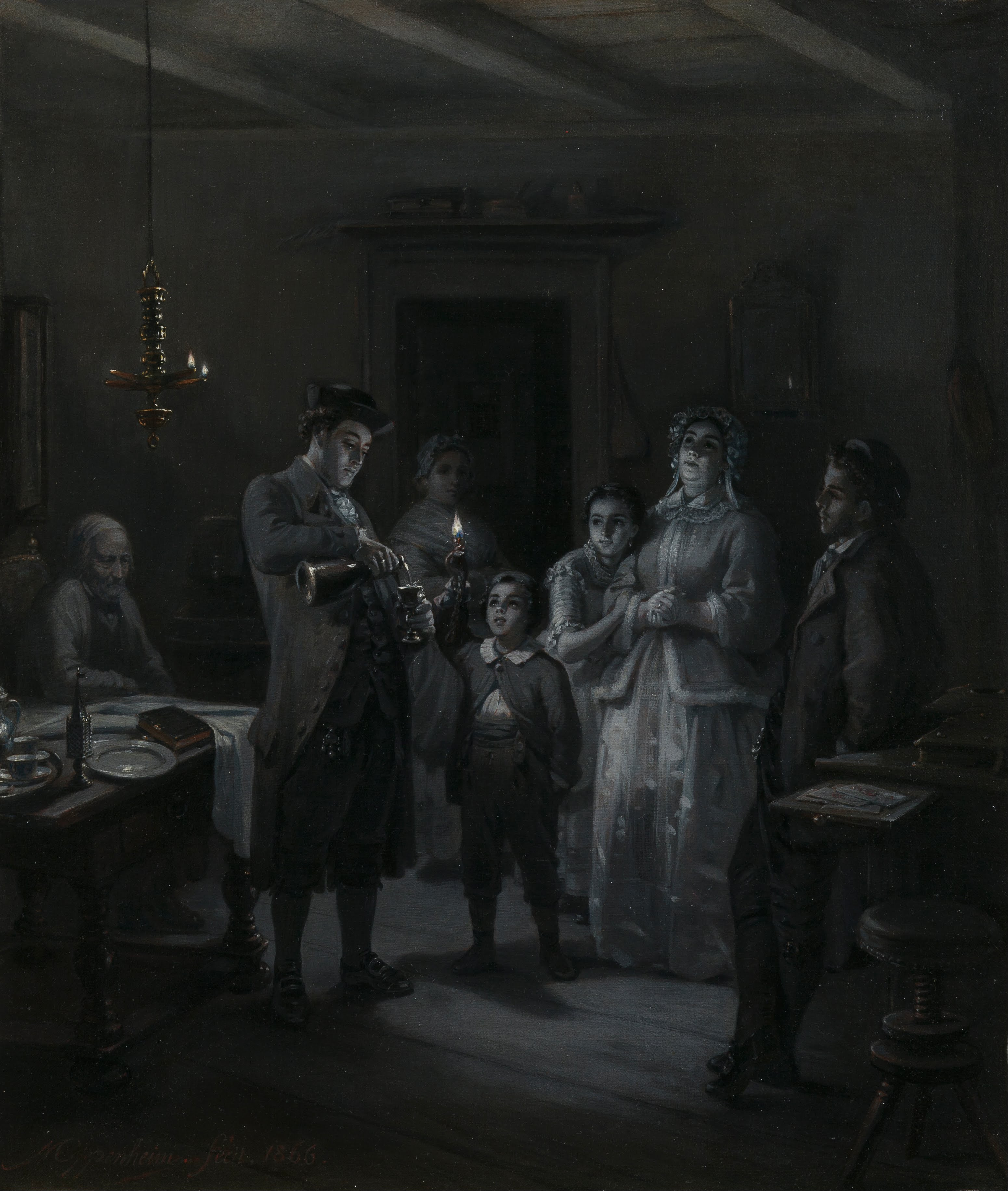
Havdalá, 1867.
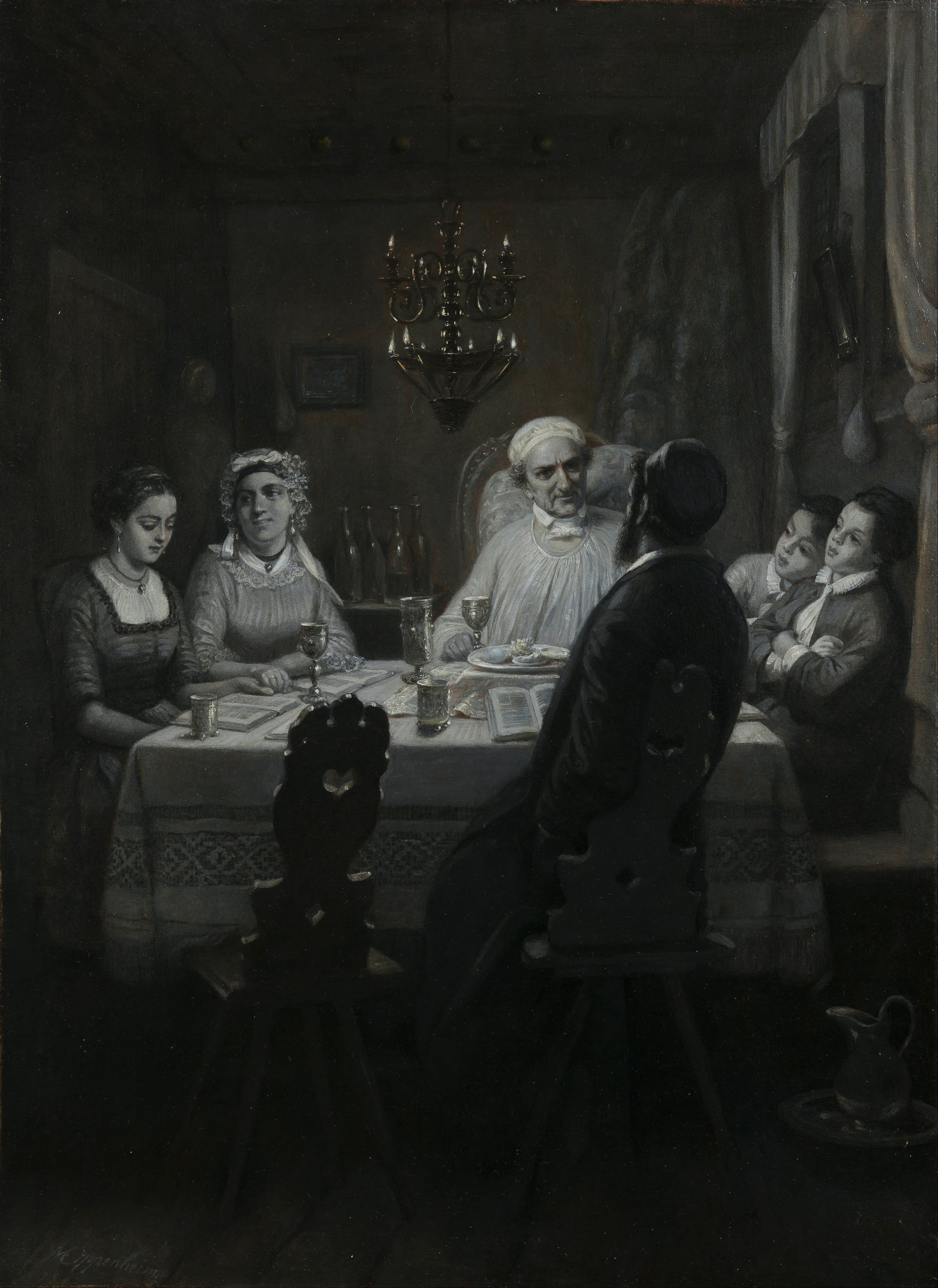
Séder de Pésaj, 1867.
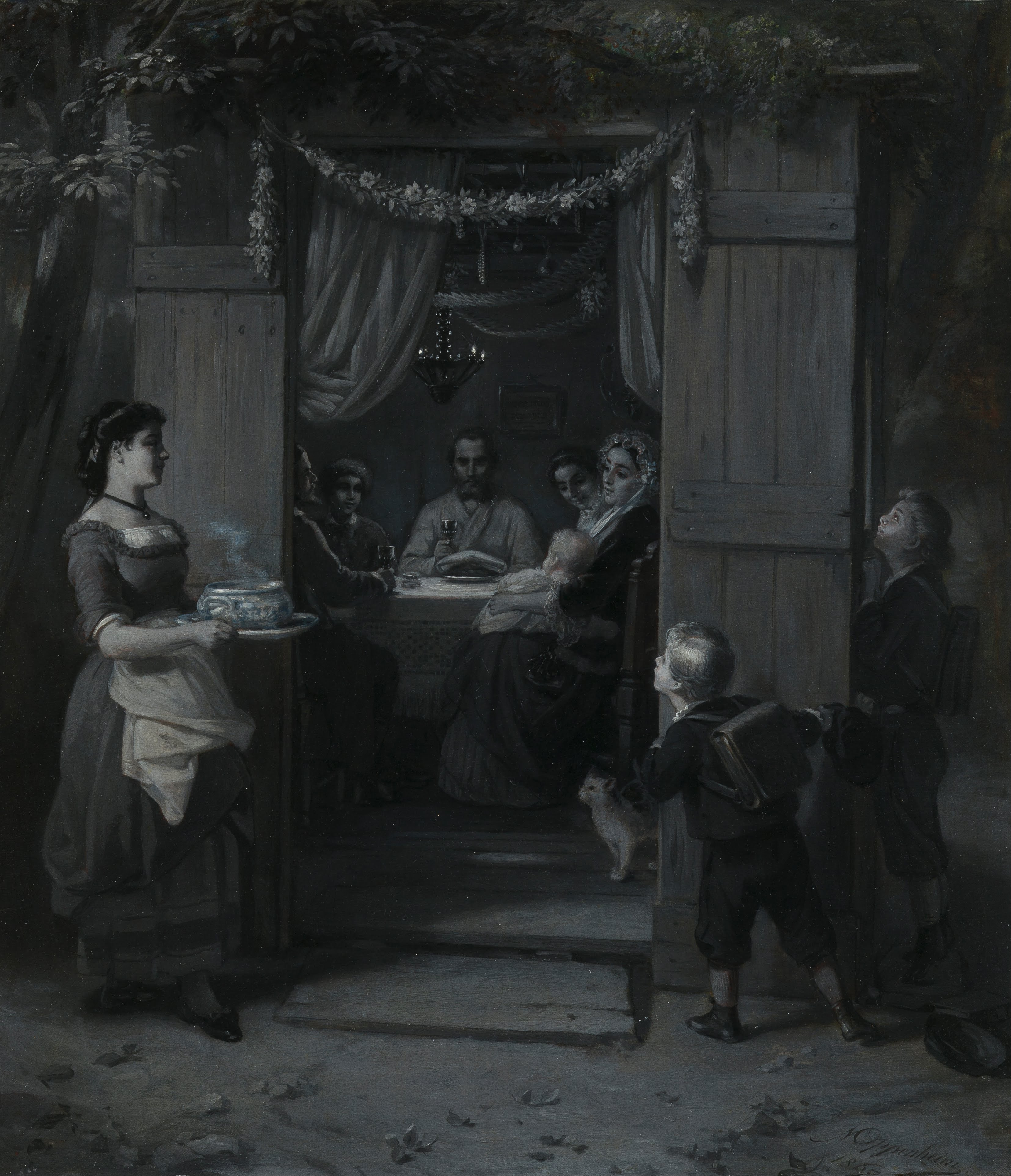
Sucot, 1867.
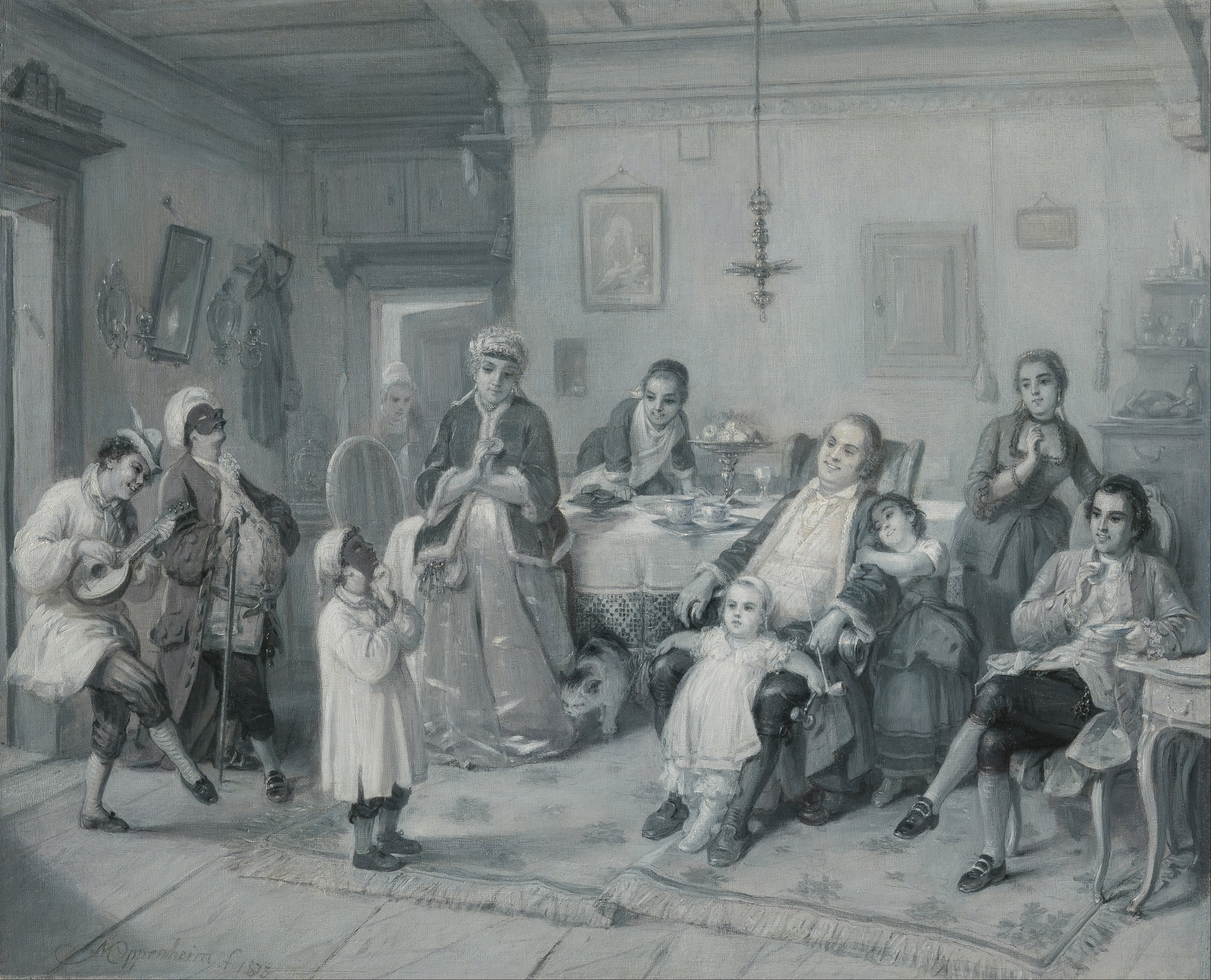
Purim, 1873.
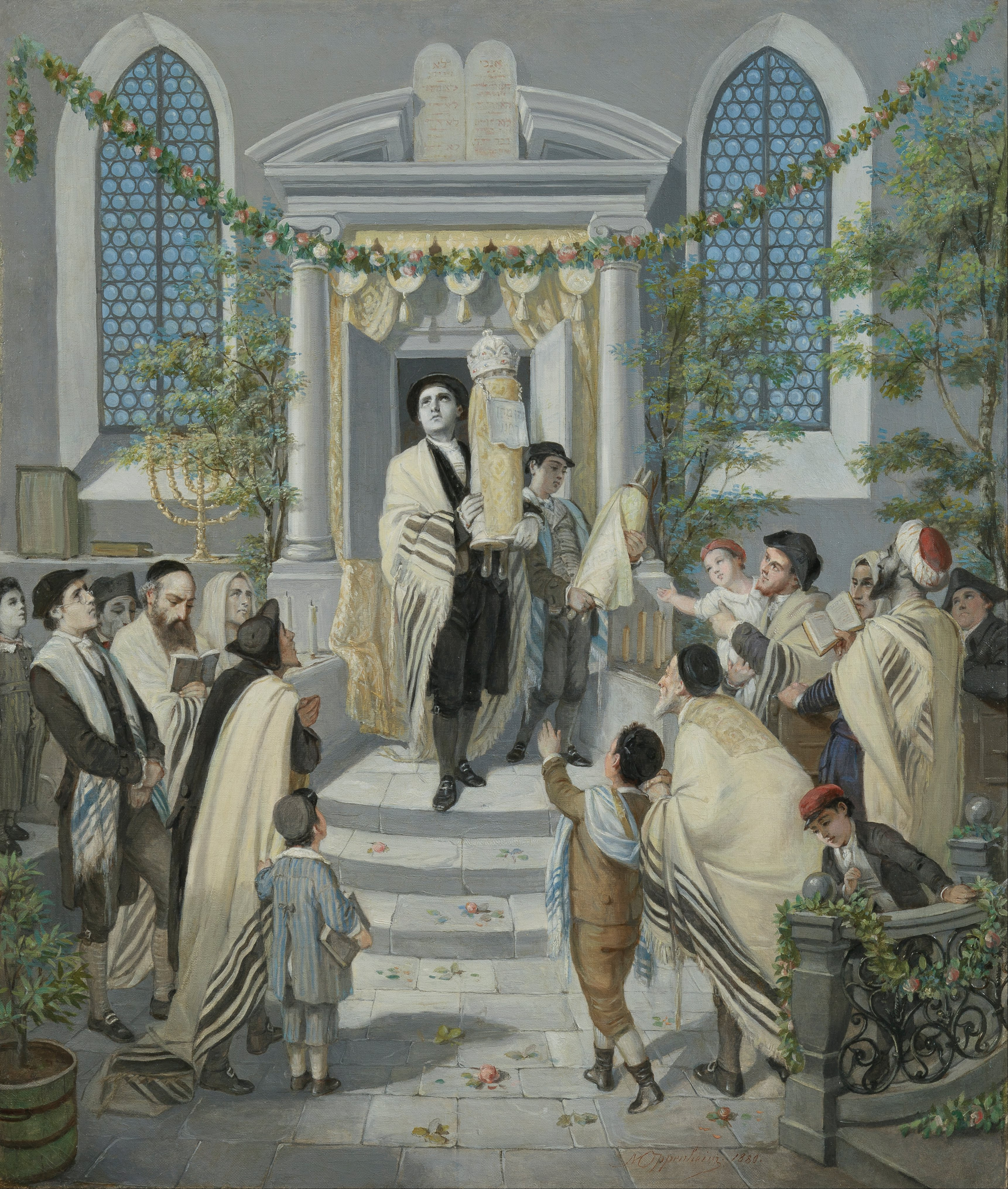
Shavuot, 1880.
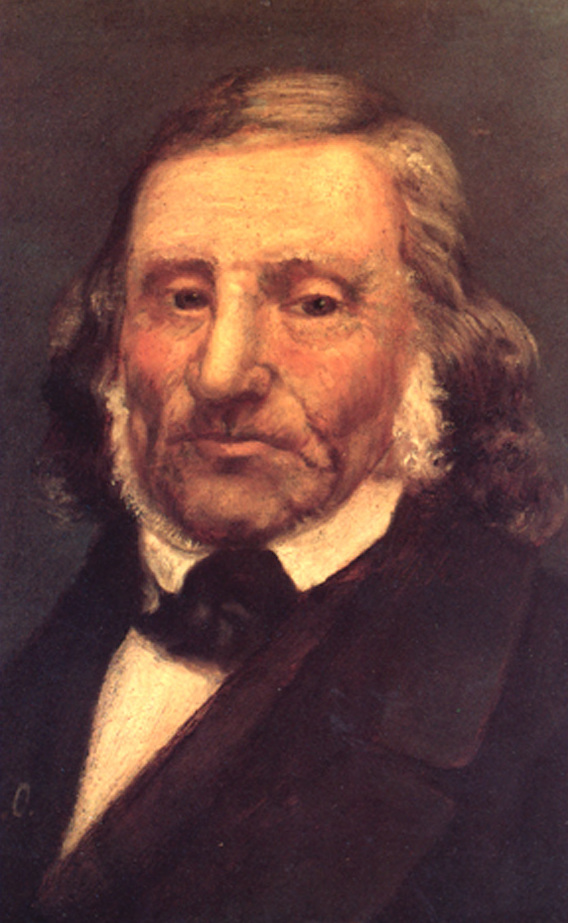
Leopold Zunz (1794–1886).